# First Data
Die First Data Corporation ist ein US-amerikanisches Unternehmen mit Firmensitz in Sandy Springs (Georgia). Es ist ein Anbieter von E-Commerce-Lösungen für den Zahlungsverkehr. Die Produkt- und Dienstleistungslinie von First Data umfasst die Dienstleistung für Geschäftsabwicklung, -bearbeitung; Kreditkarte, Debitkarte, Prepaidkarte, Geschenkkarte, Gehaltsabrechnung und andere vorausbezahlte Darbietungen; Schutz gegen Betrug und Authentifizierungslösungen; Dienstleistungen für elektronische Scheckannahme durch TeleCheck; Onlinehandel und bewegliche Zahlungslösungen. Das STAR-Netzwerk dieses Unternehmens bietet PIN-abgesicherte Debitannahme an Geldautomaten und Einzelhandelsstandorten.

## Geschichte

Historisches Logo

Das Unternehmen ist im Bankwesen tätig und wurde 1971 gegründet.
1994 wurde das Unternehmen Western Union durch die First Financial Management Corporation aufgekauft, die ein Jahr später wiederum mit der First Data zusammenging. Am 26. Januar 2006 gab die First Data Pläne bekannt, nach denen das Unternehmen Western Union als unabhängiges, börsengehandeltes Unternehmen ausgegliedert werden soll. Western Union wurde ein eigenständiges Unternehmen.
2007 wurde First Data von Kohlberg Kravis Roberts & Co übernommen.
An dem electronic-cash-Netzdienstleister WEAT hält First Data eine Beteiligung von 20 %, den Netzdienstleister TeleCash besitzt First Data seit 2003.
Mitte Januar 2019 wurde die Übernahme durch Fiserv bekannt.

### TeleCash

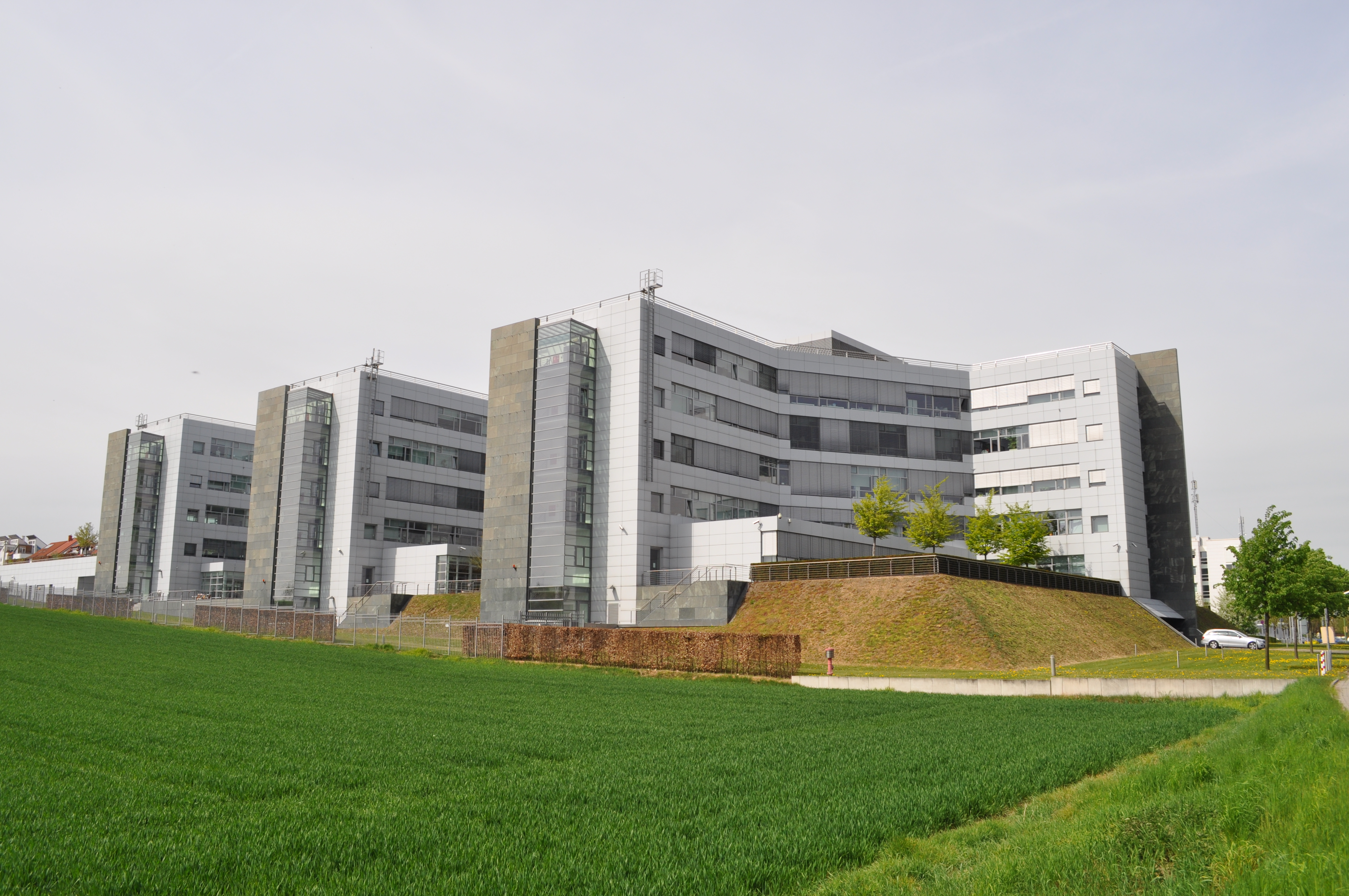
Ehemaliges Bürogebäude der First Data in Dortelweil

2003 wurde die TeleCash GmbH & Co. KG, Stuttgart (Telecash), die zuvor der Deutschen Telekom gehörte, eine Tochterfirma von First Data. 2003 war TeleCash Marktführer bei elektronischen Zahlungen über EC- und Kreditkarten in Deutschland, hatte 340 Mitarbeiter, und erwirtschaftete mit 166.000 Point-of-Sale-Terminals einen Jahresumsatz von 80 Millionen Euro.
2006 übernahm die Firma Telecash die Firma Gesellschaft für Zahlungssysteme mbH, Bad Vilbel (GZS).
2018 wurde aus dem Zusammenschluss der Gesellschaften Telecash GmbH & Co. KG, First Data Deutschland GmbH und das deutsche Kreditkarten-Acquiring-Geschäft von First Data die First Data GmbH. Zugleich hat die neue Gesellschaft von der Bundesanstalt für Finanzdienstleistungsaufsicht (Bafin) die Zulassung als E-Geld-Institut erhalten.
2021 wurde die Marke TeleCash in Folge der Übernahme der First Data durch Fiserv erneuert.

### Datenweitergabe an das FBI
2013 wurde ein US-Ausspähprogramm namens PRISM bekannt. Es wurde dadurch öffentlich, dass First Data freiwillig dem FBI „jede gewünschte Unterstützung im Kampf gegen den Terrorismus“ gegeben hat, d. h., es wurden weltweit Informationen wie z. B. Geldüberweisungen zu insgesamt 12.000 Filialen weitergegeben.